# Lepton subtrigonum
Lepton subtrigonum is een tweekleppigensoort uit de familie van de Lasaeidae. De wetenschappelijke naam van de soort is voor het eerst geldig gepubliceerd in 1873 door Jeffreys in de Folin & Périer.